# Cloreto de vanádio(II)
Cloreto de vanádio(II) é um composto inorgânico de fórmula química VCl2. É o composto menos oxidado dentre os cloretos desse metal. É um composto sólido verde à temperatura ambiente e se dissolve em água formando uma solução roxa. 

## Preparação, propriedades, e compostos relacionados
VCl2 sólido é obtido pela decomposição térmica do VCl3, que forma como resídou o VCl2:
2 VCl3 → VCl2 + VCl4
VCl2 se dissolve em áqua formando o complexo iônico aquoso roxo [V(H2O)6]2+. Evaporação dessa solução produz cristais de [V(H2O)6]Cl2.

## Estrutura
O VCl2  sólido adota a estrutura do iodeto de cádmio, formando uma geometria de coordenação octaédrica. VBr2 e VI2  são estruturalmente e quimicamente similares ao dicloreto. Todos possuem configuração  d3 , com um quarteto no estado fundamental, semelhante ao Cr(III).